# Aéroport de Tours-Val de Loire
 (juillet 2022).
L'aéroport de Tours-Val de Loire est un aéroport du département d'Indre-et-Loire. Il est situé à cheval sur les communes de Tours et de Parçay-Meslay.
Il est ouvert au trafic national et international commercial, régulier ou non, aux avions privés, aux IFR et aux VFR. Il n'est cependant pas accessible aux gros appareils civils, les moyens de secours présents sur l'aéroport n'étant pour l'instant pas équipés pour intervenir de manière satisfaisante en cas d'urgence pour ces types d'avion. Il a cependant accueilli le Concorde un certain nombre de fois.
L’aéroport est aujourd’hui l’une des trois bases de l’école spécialisée dans les formations des métiers de l’aéronautique Mermoz Academy avec Rungis et l’aéroport de Nîmes.

## Historique et liens avec TAT

Logo de Touraine Air Transport en 1968

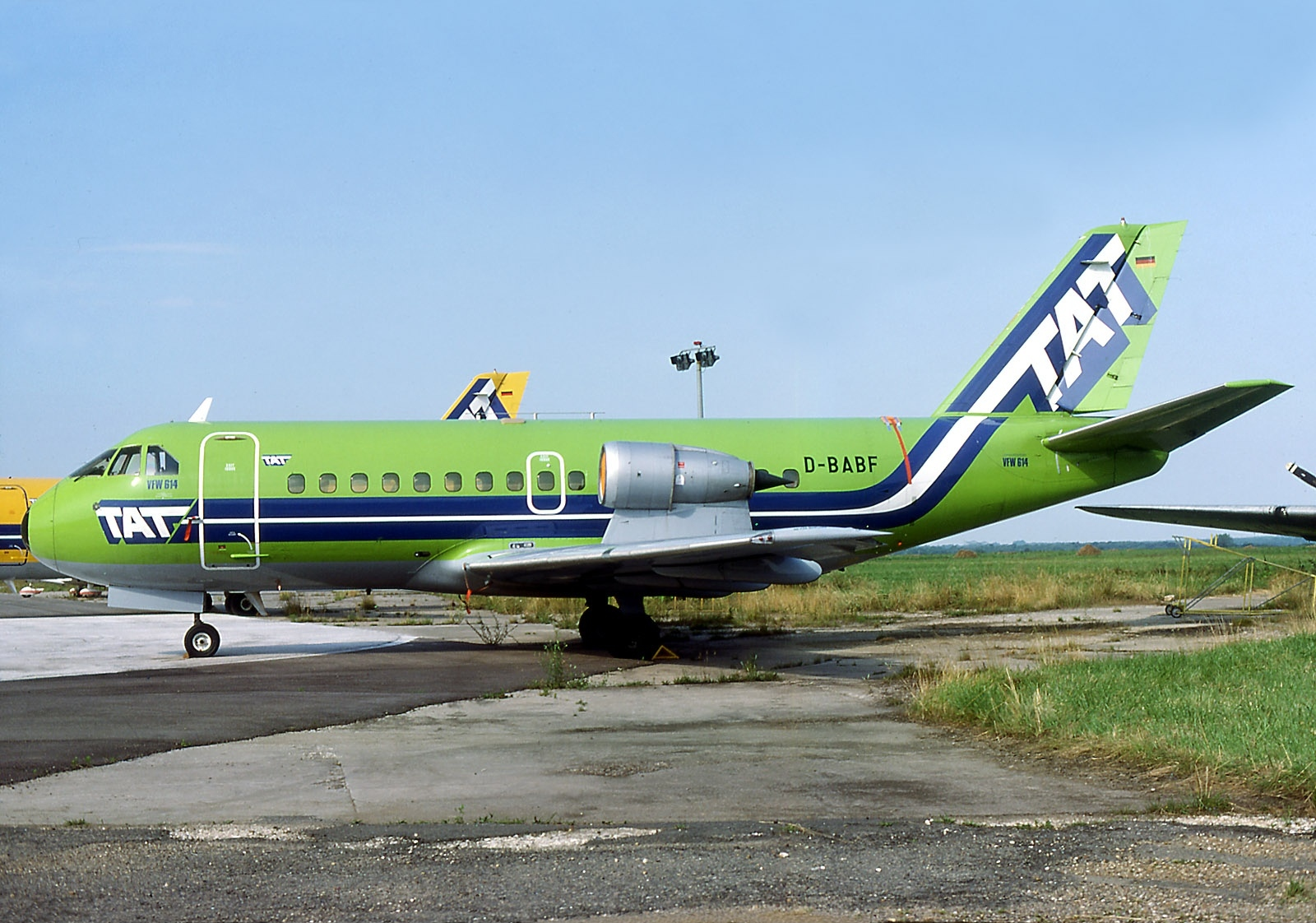
VFW-614 de la TAT sur le tarmac de l'aéroport de Tours

La création de « l'aérodrome de Tours St Symphorien » remonte aux années 1930 en tant que terrain militaire.
Il fut utilisé pendant la Seconde Guerre mondiale, notamment par Winston Churchill à la veille de l'armistice, avant d'être détruit par les bombardements allemands puis britanniques. La guerre finie, il est utilisé par l'OTAN et l'US Air Force, avant de devenir une base aérienne française en 1952 et d'héberger successivement le Groupe de bombardement Lorraine puis en 1962 l'école de chasse  de l'Armée de l'Air.
Il ne sera ouvert aux vols civils qu'au début des années 1960.
Au début des années 1960, la compagnie britannique Skyways Coach Air (devenue en 1971, Skyways International puis Dan-Air Skyways en 1972 et enfin Dan-Air en 1974) assure une ligne saisonnière vers Lympne dans le Kent en Grande-Bretagne. L'avion continuera sa route vers Vichy en 1963. En 1964, Skyways Coach Air ouvrira en plus de Lympne, une ligne directe vers Londres-Luton en Hawker Siddeley HS.748 dès 1964.
L'aéroport développera une offre de vols commerciaux à partir de 1968 grâce à la compagnie régionale TAT, fondée à Tours sous la dénomination « Touraine Air Transport ».
Jusqu'en 2001, TAT (puis Air Liberté) exploitera la liaison Tours-Lyon sans interruption et la liaison Tours - Londres de manière plus saisonnière.
TAT tentera également d'élargir son offre vers Clermont-Ferrand, Londres, Toulouse ou Milan mais sans grand succès et ajoutera une escale à Poitiers sur son Tours - Lyon les dernières années d'exploitation.
La compagnie reste le seul opérateur sur la plateforme et ses vols depuis Tours étant opérés par de petites unités, type Beechcraft, Fokker ou, plus tard, ATR (vols opérés en ATR42-300 par la compagnie aérienne Air Atlantique pour le compte d'Air Liberté), le trafic de l'aéroport frôle certaines années les 20 000 passagers mais reste dans une moyenne de 15 000 voyageurs annuels.
La compagnie TAT connaîtra le même funeste sort que la plupart des compagnies aériennes régionales françaises. Michel Marchais, PDG de TAT adosse dans un premier temps sa compagnie à Air France avant de la vendre à British Airways en 1993.
Dans l'espoir de créer un deuxième pôle aérien français face à Air France / Air Inter, British Airways s'offre Air Liberté en 1997 pour la fusionner avec TAT. Le siège de la nouvelle Air Liberté est maintenu à Tours et les liaisons Tours - Lyon (via Poitiers) et Tours - Londres maintenues.
Cette fusion sera finalement peu profitable dans un contexte de concurrence naissante et exacerbée. British Airways cède à son tour Air Liberté à Swissair qui ne conserve sur la plateforme tourangelle que la ligne vers Lyon. La compagnie suisse, dans sa boulimie de rachat de compagnies régionales françaises fusionne Air Liberté avec AOM et Air Littoral en 2001 mais échouera à s'imposer dans le ciel français alors même que la situation financière de la maison mère s'avère catastrophique. Le tout sombrera dans la débâcle du groupe helvétique.
La disparition d'AOM - Air Liberté (qui renaîtra provisoirement sous le nom d'AirLib) semble marquer un coup d'arrêt à l'exploitation commerciale de l'aéroport de Tours.
En ce qui concerne 2001, il s'agit une année noire pour l'aéroport qui connaît la plus faible fréquentation de son existence : à peine plus de 3 000 passagers cette année-là. Bien que la ligne historique Tours - Lyon soit subventionnée grâce à son statut de ligne d'aménagement du territoire, seule Airlinair tente de la relancer en 2002/2003, en la prolongeant à Angers, mais la petite compagnie régionale ne tient pas plus d'un an.

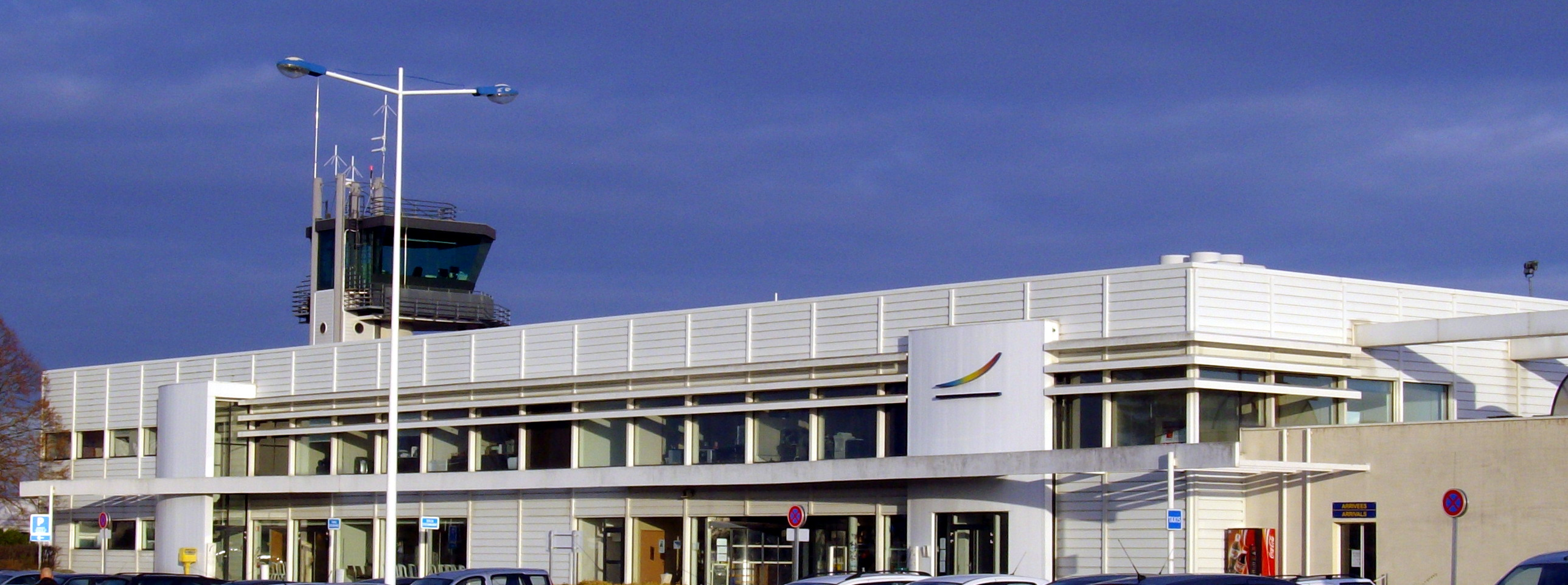
L'ancienne aérogare avant l'agrandissement en 2012.

Situé à 250 km des aéroports parisiens (fort bien desservis depuis Tours, notamment Roissy-CDG relié 5 à 6 fois par jour par TGV direct en 1h30), à 200 km de l'aéroport Nantes Atlantique dont le trafic, notamment « loisirs », s'intensifie année après année, l'aéroport de Tours-Val de Loire, bien que disposant d'une zone de chalandise potentielle d'environ 1 million d'habitants, peinait à exister et semblait dès lors condamné à ne recevoir que les vols d'entraînement militaires et d'affaires. D'autant que dans un rayon de 100 km, plusieurs aéroports régionaux cherchaient eux aussi à exister (Le Mans-Arnage, Angers-Marcé, Poitiers-Biard-Futuroscope ou Châteauroux-Déols) et lui ont fait donc concurrence pour attirer vols réguliers, compagnies low-cost et charter.
Pourtant, entre-temps, la révolution low-cost allait faire mentir ceux qui jugeaient que la plateforme de Tours n'avait aucun avenir. En 10 ans, Tours Val de Loire est devenu le plus important aéroport du Centre-Ouest, finissant par dépasser, pour ce qui est de la desserte et du trafic, celui de Poitiers qui était jusqu'alors le seul à avoir un trafic dépassant les 100 000 voyageurs annuels.

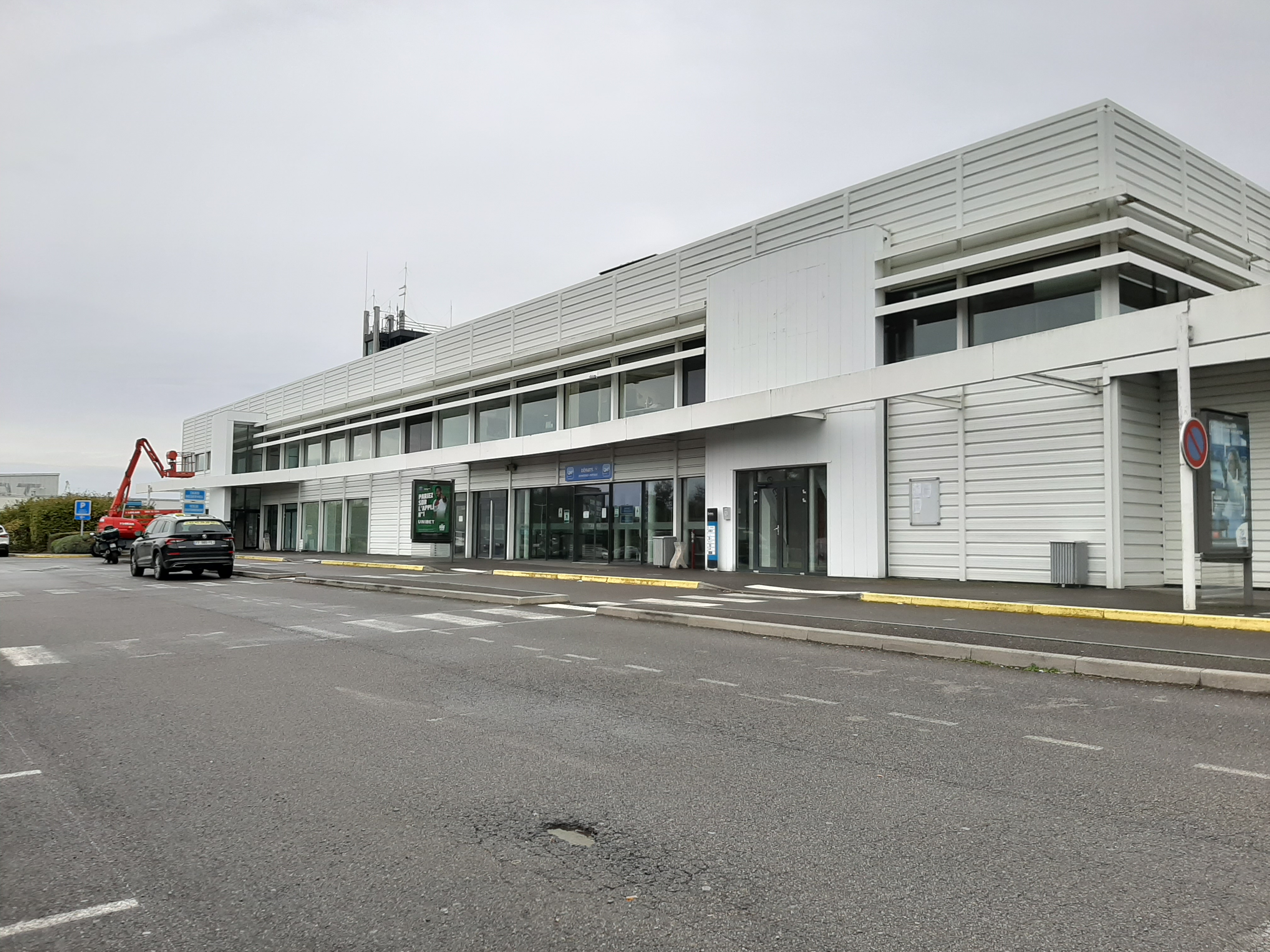
l'aérogare de l'aéroport en octobre 2020

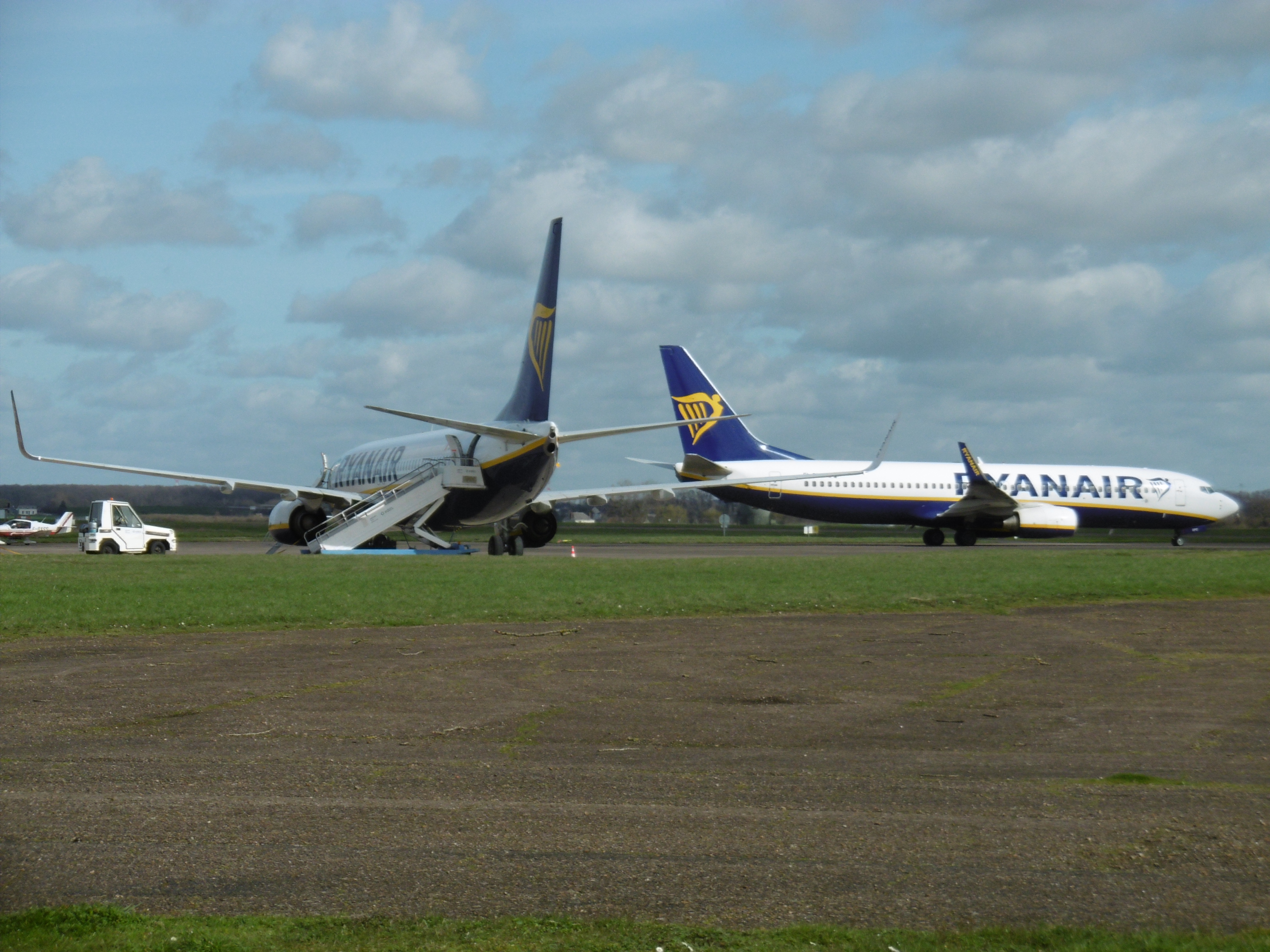
Boeing 737 de la Low Cost Ryanair sur le tarmac de Tours

## Low costet nouvelle gouvernance: une nouvelle ère
La SEMAVAL, gestionnaire public de l'aéroport de 1990 à 2008 aurait pu fermer l'aéroport si elle n'avait pas su convaincre que le potentiel du Val de Loire méritait qu'on y teste une liaison avec Londres grâce au modèle low cost alors naissant. La première compagnie à se lancer est Buzz, filiale de KLM, qui ouvre une ligne quotidienne en 2002 depuis Londres-Stansted. Le succès est immédiat.
Buzz est rachetée en 2003 par Ryanair qui maintient la liaison. Bien que la plateforme tourangelle ne soit pas une priorité dans son développement à marche forcée, la compagnie irlandaise constate le potentiel de l'aéroport qui approche alors chaque année sans pourtant l'atteindre du seuil fatidique des 100 000 passagers annuels. Problème : Ryanair est plutôt gourmande en « subventions » et le trafic n'est pas jugé suffisant par les instances économiques locales. Dans son rapport daté du 31 octobre 2007, la chambre régionale des comptes du Centre fait un certain nombre de remarques à la SEMAVAL quant aux relations commerciales avec Ryanair.
Le gestionnaire estime toutefois que le jeu en vaut la chandelle sur le plan du développement touristique et économique (la SEMAVAL estime qu'un euro de subvention produit 40 euros de retombées) et négocie avec Ryanair l'ouverture de nouvelles liaisons au départ de Tours. La ligne Tours - Dublin ouvre en 2008 pour les deux mois d'été et là encore, la fréquentation répond aux attentes de l'opérateur qui n'hésite pas à arrêter les frais s'il constate un taux de remplissage insuffisant.
Entre temps, dans un contexte favorable pour l'aéroport, le voyagiste corse Corsicatours installe une liaison hebdomadaire saisonnière vers Figari reconduite depuis chaque année. Les voyagistes tourangeaux suivent le mouvement et tentent quant à eux de proposer des vols vacances avec séjour vers le bassin méditerranéen et l'Europe de l'Est avec le slogan « Partez de chez vous ». Toutefois, l'offre est très inégale selon les années.
Fin 2008, la convention liant la plateforme à la SEMAVAL prend fin. Il est décidé de créer une nouvelle structure, le SMADAIT (Syndicat Mixte pour l'Aménagement et le Développement de l'Aéroport International de Tours) dans lequel la Région Centre (aux côtés de Tours Plus, du Conseil Général et de la Chambre de Commerce) fait son entrée.
Le SMADAIT reprend le flambeau et négocie avec Ryanair deux nouvelles ouvertures de lignes. Contrairement aux lignes vers Dublin et Londres, ayant vocation à ouvrir la Touraine aux touristes britanniques et irlandais, les deux nouvelles lignes visent avant tout la clientèle locale. Il s'agit d'une liaison vers Porto, clairement destinée à l'importante communauté portugaise de Tours et d'une liaison vers Marseille, ouvrant le sud de la France aux tourangeaux. L'impact de ces deux nouvelles lignes est immédiat : l'aéroport franchit pour la première fois de son histoire, et largement, les 100 000 passagers annuels. Mieux, cette hausse spectaculaire de la fréquentation intervient dans un contexte morose de crise économique où la quasi-totalité des aéroports français voient leur fréquentation chuter de manière significative.

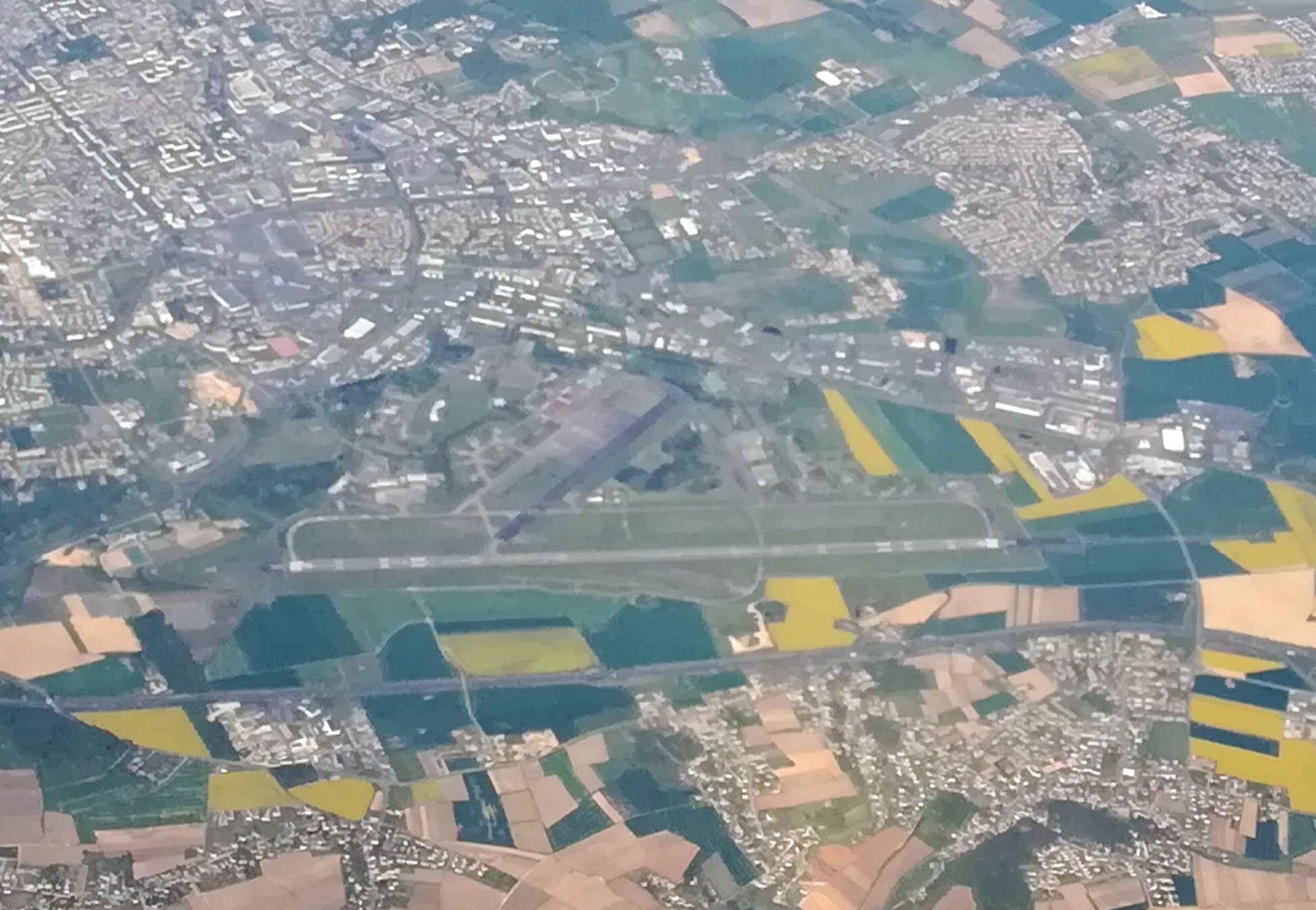
Vue aérienne de l'aéroport.

À l'été 2010, le SMADAIT confie pour 12 ans la gestion opérationnelle de l'aéroport à un exploitant privé, le groupe canadien SNC-Lavalin. Sa mission sera de poursuivre la modernisation de l'aéroport et son développement. Le cap fixé est l'atteinte des 220 000 passagers à l'horizon 2020 mais aussi l'ouverture à d'autres opérateurs. En effet, le SMADAIT sait bien que les subventions ne suffisent pas à elles seules à ancrer la présence d'une compagnie low-cost. Bien que Ryanair ouvre une nouvelle ligne chaque année (elle en opérera 5 dès 2012) dépendre d'un seul opérateur ne permet pas de stabiliser l'activité à un haut niveau sur le long terme. Il manque notamment à l'aéroport de Tours une liaison avec le hub d'une grande compagnie nationale qui l'intégrerait à un réseau aérien européen ou international. Le système TGV Air de la SNCF (achat simultané d'un trajet train en prolongement d'un vol), proposé par certaines compagnies "major" à destination des gares de St Pierre des Corps et Tours Centre ne répond pas entièrement à cet objectif. Autrement dit, pour citer Alain Dayan, président du Smadait : « Air France et EasyJet sont les bienvenues à Tours ! »
Fidèle à sa feuille de route, SNC-Lavalin a enclenché en 2011 des travaux de modernisation et d’agrandissement de l’aéroport qui permettront de restructurer les parkings, d'agrandir l’aérogare, de réaménager les salles d’embarquement, le restaurant, le hall d’entrée et de revoir la signalétique.
Côté dessertes, l'exploitant s'est mis en quête de nouveaux opérateurs pouvant répondre à un double objectif : offrir des destinations loisirs ou affaires intéressant les Tourangeaux et renforcer le potentiel touristique du Val de Loire. C'est donc plus particulièrement vers l'Italie, l'Espagne, l'Allemagne et les Pays-Bas que se concentrent les efforts. Flybe est le premier à répondre à l'appel en 2012 avec une nouvelle liaison vers Southampton au Royaume-Uni.
Pour autant, si ces efforts sont couronnés de succès, SNC-Lavalin devra trouver un juste équilibre entre offre et nuisances. Car la montée en puissance de la plateforme est de plus en plus controversée. Par les riverains qui s'accommodaient des traditionnels vols d'entraînement militaires mais voient d'un mauvais œil (ou d'une mauvaise oreille) la multiplication des vols commerciaux. Par les élus ensuite, dont certains, outre un développement contraire aux principes environnementaux, dénoncent toujours l'inutilité de la plateforme et l'argent public détourné sous forme de subventions.
En 2016, SNC-Lavallin annonce son intention de cesser ses activités de gestion de plateformes aéroportuaires en France, il est donc probable que la SMADAIT doivent trouver un nouvel opérateur. Cette annonce relance les spéculations sur l'avenir financier de l'aéroport, les différentes collectivités et institutions (notamment la Chambre de commerce et d'industrie de Touraine) participant à son financement hésitant à remettre en cause ces aides.
Le groupe Edeis qui a repris depuis le 1er janvier 2017 les actifs français du Canadien SNC-Lavalin, dont la gestion de dix-neuf aéroports de province en France est le nouvelle concessionnaire de Tours.
Le départ de l'école de chasse de l'armée en 2021 risque d'aggraver fortement les difficultés financières de l'aéroport, alors qu'ils partagent une grande partie des infrastructures. En effet, l'aéroport bénéficie à titre gratuit du contrôle aérien, de l'entretien de la piste et de la sécurité assurés par l'armée, ce qui ne sera plus le cas après cette date,.
L'aéroport de Tours est une victime collatérale d'un litige commercial entre Ryanair et l'aéroport de Dublin, en Irlande à la suite de la mise en place d'une taxe. Ryanair cesse alors ses vols saisonniers vers Dublin qui avait pourtant transporté 17 440 passagers en 2023.
En octobre 2024, la compagnie aérienne L'Odyssey annonce initialement l'ouverture de lignes vers Ajaccio et Bastia puis dans un second temps l'ouverture de 4 lignes supplémentaires vers Nice, Florence et Genève. Ces lignes devaient être exploitées par Frost Air en Saab 2000 à partir du 29 mai 2025 en basant un appareil à Tours. Le 15 mai 2025 la compagnie aérienne L'Odyssey annonce qu'elle annulait tous les vols, 2 semaines avant le début des oparations.

## Compagnies aériennes et destinations

CRJ-1000 de HOP! sur le tarmac en 2018.

| Compagnies | Destinations                                                                 |
| ---------- | ---------------------------------------------------------------------------- |
| Ryanair    | Londres-Stansted, Marrakech-Ménara, Marseille-Provence, Porto-F. Sá-Carneiro |

## Anciennes dessertes
- Jusqu'en novembre 2013 :  Ryanair ; Manchester (2 à 3 vols par semaine en Boeing 737-800).
- Jusqu'en novembre 2023 :  Ryanair ; Dublin (2 vols par semaine en Boeing 737-800).
- Jusqu'en août 2012 :  Flybe ; Southampton (2 vols par semaine en Bombardier Dash 8).
- En 2016, une ligne vers Varna en Bulgarie devait normalement être ouverte mais le taux de remplissage sur la ligne n'a pas été suffisant (1 vol par semaine en Airbus A320).
- Jusqu'en septembre 2019 :  Hop ! Air France ; Ajaccio & Figari (2 vols par semaine, en CRJ-1000 ou en Embraer 190).

## Infrastructures aéroportuaires

### Caractéristiques techniques
- L'aéroport est conçu pour recevoir jusqu'à 500 000 passagers par an.
- Il dispose d'une piste de 2 404 mètres

## Trafic
Devenu insignifiant au début des années 2000, le trafic est reparti à la hausse à partir de 2002, année du retour de liaisons commerciales régulières permanentes.
La barre symbolique des 100 000 voyageurs a été franchie en 2009.
La programmation de nouvelles liaisons vers Manchester et Southampton (bien qu'arrêtées depuis) et d'une ligne saisonnière pérennisée vers Ajaccio, a permis à la plateforme de progresser d'année en année. L'aéroport a ainsi franchi pour la première fois de son histoire les 20 000 passagers mensuels en juin 2012.
En 2015, l'aéroport de Tours Val de Loire pointait au 35e rang des aéroports français de métropole.
Le contrôle aérien du trafic de l'aéroport de Tours Val de Loire est assuré par des contrôleurs militaires du Ministère de la Défense.
Le graphique qui aurait dû être présenté ici ne peut pas être affiché car il utilise l'ancienne extension Graph, désactivée pour des questions de sécurité. Des indications pour créer un nouveau graphique avec la nouvelle extension Chart sont disponibles ici.

Voir la requête brute et les sources sur Wikidata.
| Année | Passagers total | dont low cost | Passagers internationaux | Passagers nationaux | Passagers en transit | Mouvements commerciaux | Mouvements non commerciaux |
| ----- | --------------- | ------------- | ------------------------ | ------------------- | -------------------- | ---------------------- | -------------------------- |
| 2024  | 190 558         | 186 290       | 139 131                  | 51 427              | 0                    | 2 083                  | 19 140                     |
| 2023  | 206 023         | 202 977       | 149 185                  | 56 838              | 61                   | 2 291                  | 20 116                     |
| 2022  | 178 151         | 175 617       | 135 602                  | 42 518              | 31                   | 2 036                  | 16 359                     |
| 2021  | 63 903          | 61 390        | 42 358                   | 21 523              | 22                   | 1 253                  | 9 567                      |
| 2020  | 49 387          | 47 058        | 42 007                   | 7 328               | 52                   | 1 126                  | 9 073                      |
| 2019  | 197 109         | 189 067       | 159 174                  | 37 189              | 746                  | 2 221                  | 5 239                      |
| 2018  | 181 424         | 173 862       | 153 983                  | 26 674              | 767                  | 1 827                  | 4 289                      |
| 2017  | 190 417         | 181 841       | 164 426                  | 25 089              | 902                  | 1 709                  | 4 161                      |
| 2016  | 198 897         | 198 897       | 174 139                  | 24 727              | 31                   | 1 584                  | 4 615                      |
| 2015  | 187 531         | 180 887       | 161 732                  | 25 799              | 0                    | 1 426                  | 4 571                      |
| 2014  | 184 122         | 175 639       | 154 268                  | 28 798              | 1 056                | 1 450                  | 3 486                      |
| 2013  | 181 769         | 172 834       | 152 057                  | 28 346              | 1 366                | 1 525                  | 3 329                      |
| 2012  | 169 341         | 156 789       | 140 895                  | 26 091              | 2 355                | 1 520                  | 8 708                      |
| 2011  | 121 014         | 113 998       | 107 409                  | 13 135              | 470                  | 1 052                  | 6 325                      |
| 2010  | 123 137         | 114 799       | 98 571                   | 24 274              | 292                  | 1 108                  | 6 027                      |
| 2009  | 111 990         | 103 000       | 76 996                   | 34 720              | 274                  | 1 021                  | 6 954                      |
| 2008  | 90 600          | 80 000        | 85 940                   | 4 482               | 178                  | 893                    | 7 274                      |
| 2007  | 85 326          | 76 030        | 80 056                   | 5 108               | 162                  | 891                    | 8 254                      |
| 2006  | 83 191          | 75 312        | 77 709                   | 4 664               | 818                  | 1 220                  | 7 855                      |
| 2005  | 91 243          | 79 664        | 81 809                   | 7 657               | 1 777                | 1 679                  | 9 196                      |
| 2004  | 82 293          | 70 927        | 73 646                   | 8 647               | 0                    | 1 474                  | 9 157                      |
| 2003  | 60 445          | 0             | 48 846                   | 11 612              | 0                    | 1 683                  | 8 489                      |
| 2002  | 37 163          | 0             | 34 402                   | 2 615               | 146                  | 1 043                  | 9 202                      |
| 2001  | 3 304           | 0             | 2 017                    | 1 149               | 138                  | 347                    | 9 080                      |
| 2000  | 8 238           | 0             | 2 366                    | 5 711               | 161                  | 1 074                  | 11 360                     |
| 1999  | 10 236          | 0             | 1 493                    | 7 998               | 745                  | n.c.                   | n.c.                       |
| 1998  | 10 976          | 0             | 1 997                    | 8 708               | 271                  | n.c.                   | n.c.                       |
| 1997  | 11 844          | 0             | 2 212                    | 9 580               | 52                   | n.c.                   | n.c.                       |

## Autres activités aériennes

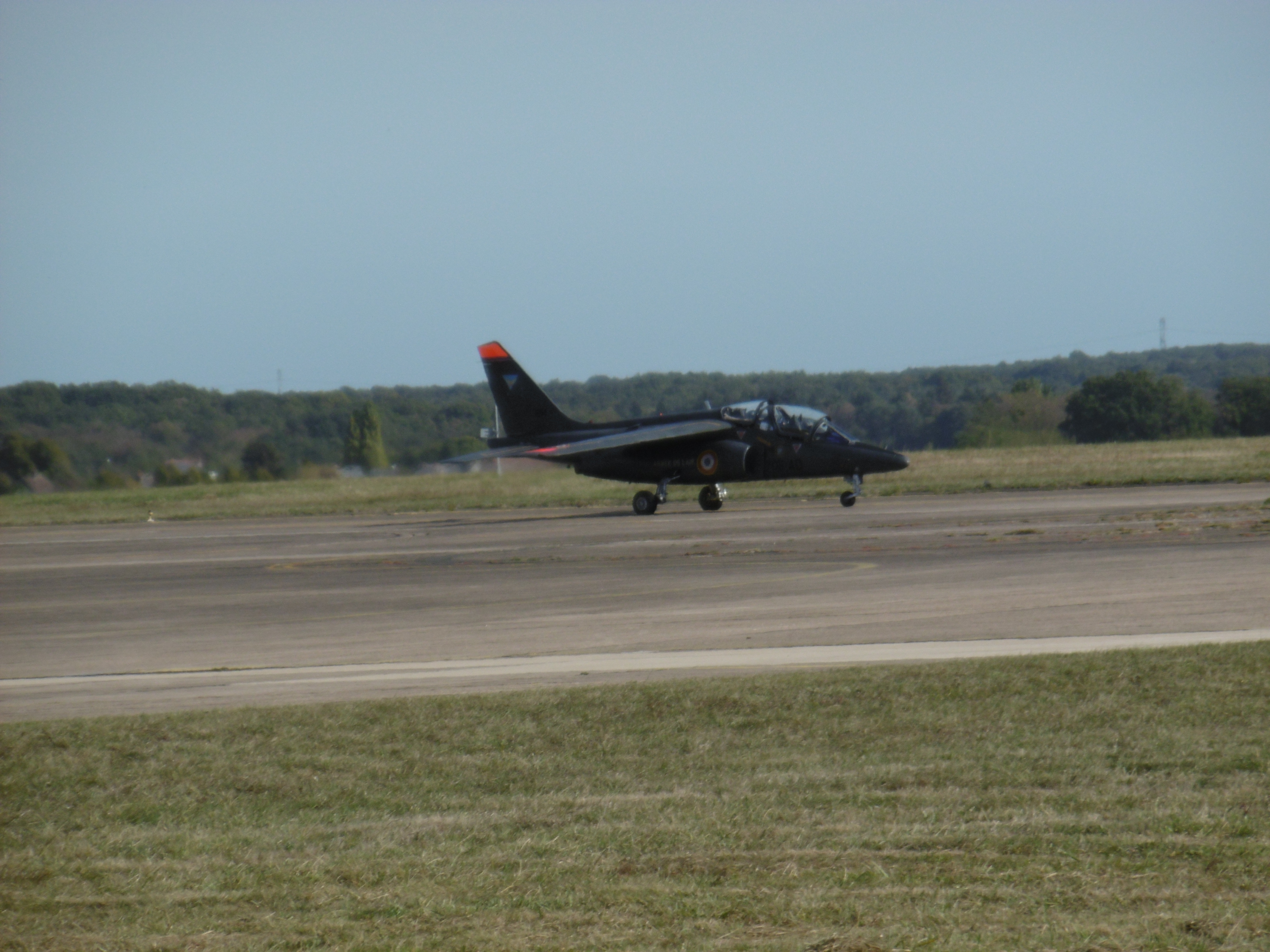
Alphajet de la BA705 au roulage pour la piste.

L'aviation d'affaires, avec entre autres un Beechcraft 90 (un ou deux pilotes et jusqu'à sept passagers) basé sur la plateforme, n'a existé que quelques années.
Un aéroclub se trouve sur l'aéroport, pour l'aviation de loisirs (châteaux de la Loire oblige), avec une flotte de 3 DR400.
1 Cessna Citation II est basé sur l'aéroport, et un centre de maintenance pour hélicoptère s'y trouve également.
Quant à la base-école BA 705 de l'Armée de l'air, elle possède sur l'aéroport une quarantaine d'Alpha Jet. Elle accueille également, selon le degré du plan Vigipirate, deux Mirage 2000 ou Mirage F1.
Le départ de l'école de chasse est toutefois prévu aux alentours de 2020. Les installations militaires au sol devraient cependant rester.
TAT (Touraine Air Transport ; ancienne compagnie aérienne) a eu son siège dans l'aéroport.
Depuis septembre 2018, l’école APA Training, devenue Mermoz Academy en 2022 est installée dans les locaux de l’aéroport et dispense une formation intégrée et modulaire de pilote de ligne.

## Relation commerciale avec Ryanair
L'aéroport de Tours a fait l'objet d'un rapport de la chambre régionale des comptes le 31 octobre 2007 sur la nature des liens commerciaux pour la période allant de 1999 à 2005 entre la SEMAVAL (société d’économie mixte qui gérait l'aéroport à l'époque) et la compagnie Ryanair. Le rapport indique que de 2003 à 2005, les collectivités locales et la chambre de commerce ont versé plus de 2 177 000 euros ». D'autre part, le rapport évoque les retombées économiques de la ligne Tours-Londres en critiquant un rapport de la Chambre de commerce et d'industrie de Touraine qui aurait notamment exagéré les sources de revenus complémentaires et utilisé un échantillon pas assez représentatif.
En février 2010, plusieurs personnalités politiques de la ville, du département et de la région se sont opposés aux accords commerciaux actuels entre la société de gestion de l'aéroport de Tours et Ryanair. Dans un document, ils dénoncent les sommes attribuées à Ryanair : « 150 000 € ont ainsi été apportés par chacun en 2009 pour subventionner la SEMAVAL et 287 000 € pour la promotion de la ligne aérienne Londres-Tours notamment en avançant le fait que Ryanair ne paierait aucune taxe parafiscale (taxe professionnelle, taxes d’apprentissage et de formation professionnelle) et aucune cotisation sociale. Et ce malgré un chiffre d’affaires en France qui approche les 300 millions d’euros. ». Ce document se réfère également au rapport de la chambre des comptes, en dénonçant notamment le manque de contrôle d'exécution du contrat et l'existence d'un risque juridique.

## Histoire du Concorde à Tours
A deux reprises, le supersonique Concorde s'est posé à Tours.
Le 15 juin 1985, pour la première fois, un Concorde de la British Airways atterrit à Tours pour y déposer 80 riches Anglais. Ces voyageurs ont été orientés vers deux cars, l’un vers Le Mans et le second vers le château d’Artigny pour un week-end de prestige. Pour rentabiliser le vol initial, British Airways a eu l'idée de "vol charter" pour les 24 Heures du Mans. Une boucle avait été faite au dessus de l’Atlantique. L'aéroport de tours n'étant pas habitué à recevoir ce genre d'avion, la chef d'escale Chantal Rian, employée de la TAT avait minutieusement préparé cette arrivée depuis 8 mois avec le bureau d’études de British Airways . La sortie des bagages se faisait habituellement par les bras des employés de l'aéroport, un tapis mécanique qui permettait de monter les bottes de foin était acheté puis repeint tout comme l’échelle pour faire descendre les passagers qui était beaucoup trop courte, un adaptateur à boulonner a donc été fabriqué. La venue du Concorde n’avait pas été annoncée dans les journaux, mais les Tourangeaux l’ont vu ou entendu et ont spontanément débarqué à l'aéroport. 
Le 3 juillet 1988, un Concorde d'Air France atterrit à son tour à Tours en provenance de Paris Charles-De-Gaulle. Initialement, Concorde devait se rendre au meeting aérien de Saumur qu’il n’avait pas été autorisé à survoler. Le vol avait duré 25 minutes, pour 10 tonnes de pétrole consommées. L'aéroport de Tours a donc repris le matériel fabriqué lors de la venue de celui de British Airways.